# Величко Апостолов
Величко (Вене, Велю) Апостолов е български революционер, участник в Българското опълчение.

## Биография
Апостолов е роден около 1856 година в разложкото село Белица, което тогава е в Османската империя. Емигрира в Румъния, където влиза в средите на революционната емиграция. Участва като доброволец в Сръбско-турската война през 1876 година в батальона на капитан Райчо Николов. След избухването на Руско-турската война се записва доброволец във 2 рота на 5 опълченска дружина. Участва в боевете при Стара Загора, Шипка и Шейново, като за проявен героизъм е награден с орден „За храброст“ IV степен.
След Берлинския договор се включва в съпротивителното движение. Десятник е на дружеството „Орел“ в Пазарджик. Взима участие в Кресненско-Разложкото въстание в четата на Баньо Маринов. След въстанието се установява да живее в село Долна баня, където умира около 1926 година.